# معالجة بالصدمة الإنسولينية
المعالجة بالصدمة الإنسولينية أو المعالجة بالغيبوبة الإنسولينية (بالإنجليزية: Insulin shock therapy أو ICT)‏ كانت شكلاً من أشكال المعالجة بالطب النفسي حيث يتم حقن المرضى بجرعات كبيرة ومتكررة من الإنسولين لإنتاج حالات غيبوبة يومية على مدار عدة أسابيع. وقد طرح هذه الطريقة الطبيب النفسي البولندي الأسترالي الأمريكي مانفريد ساكيل عام 1933، وتم استخدامها على نطاق واسع في عقد الأربعينيات والخمسينيات من القرن الماضي، وذلك بشكل رئيسي في علاج الفصام، قبل أن يقل الإقبال عليها ويتم استبدالها بعقاقير مضادات الذهان.
عُرفت «المعالجة بالغيبوبة الإنسولينية» والعلاجات الاختلاجية (الكهربية وكارديازل/ميتازول) كمجموعة باسم العلاج بالصدمة. وعلى الرغم من أن «المعالجة بالغيبوبة الإنسولينية» اختفت في الولايات المتحدة بحلول عقد السبعينيات من القرن العشرين، إلا أنها كانت تستخدم في ذلك الوقت عند بعض الدول مثل الصين والاتحاد السوفيتي.

## الأصول
في عام 1927، بدأ ساكيل، الذي أصبح مؤخرًا طبيبًا في فيينا، وكان يعمل في عيادة للطب النفسي في برلين، في استخدام جرعات صغيرة (غيبوبة بديلة) من الإنسولين لعلاج المدمنين ومضطربي العقل. وبعد الرجوع إلى فيينا، ولقد قام بعلاج مرضى الفصام بجرعات كبيرة من الإنسولين لإحداث غيبوبة، وفي بعض الأحيان اختلاجات. وقام ساكيل بنشر تلك النتائج للعامة في عام 1933، وتم تبني أساليبه بعد ذلك من قِبل أطباء نفسيين آخرين.
قام جوزيف ورتيس، بعد الاطّلاع على ممارسة ساكيل في عام 1935، بتقديم أساليبه إلى الولايات المتحدة، ولقد قام أطباء نفسيون بريطانيون من مجلس المراقبة بزيارة فيينا في عامي 1935 و 1936، وبحلول عام 1938، أصبح لدى ثلث المستشفيات في إنجلترا وويلز وحدات المعالجة بالإنسولين. في عام 1936، وانتقل «ساكيل» إلى نيويورك وروّج لاستخدام المعالجة بالغيبوبة الإنسولينية في مستشفيات الطب النفسي في أمريكا. وفي أواخر عقد الأربعينيات من القرن العشرين، كانت غالبية مستشفيات الطب النفسي في الولايات المتحدة تستخدم المعالجة بالغيبوبة الإنسولينية.

## الطريقة
تعد المعالجة بالغيبوبة الإنسولينية طريقة علاجية كثيفة العمالة تتطلب طاقمًا مدربًا ووحدة خاصة. وكان يتم اختيار المرضى، الذين تم تشخيص حالاتهم بمرض الفصام بشكل ثابت تقريبًا لا يتغير على أساس أن يكون لديهم توقعات سير مرض جيدة وقوة جسمانية لتحمل المعالجة الشاقة. وإذ لم تكن هناك أي قواعد إرشادية قياسية للعلاج، كانت المستشفيات المختلفة والأطباء النفسيون يقومون بتطوير طرقهم الخاصة للعلاج. وكانت عمليات الحقن تتم كل ستة أيام في الأسبوع على مدار حوالي شهرين.
وكانت تتم زيادة جرعة الإنسولين اليومية تدريجيًا إلى 100-150 وحدة حتى يتم إحداث غيبوبة، وعند هذه النقطة يتم إيقاف الجرعة. وأحيانًا كان يتم استخدام جرعات تصل إلى 450 وحدة. وبعد حوالي 50 أو 60 غيبوبة، أو قبل ذلك، إذا اعتقد الطبيب النفسي أنه تم الوصول إلى أقصى حد من الفائدة، كان يتم خفض الإنسولين بشكل متسارع قبل توقف العلاج. وقد تم توثيق دورات علاجية تمت على مدار عامين.
بعد حقن الإنسولين، يظهر على المرضى أعراض متنوعة لنقص الغلوكوز في الدم: توَرُد وشحوب وتعرق ولعاب ونعاس أو تململ. وسيلي ذلك رقاد وغيبوبة — إذا كانت الجرعة كبيرة بما يكفي. وتستمر كل غيبوبة إلى ما يصل إلى ساعة وتنتهي بغلوكوز وريدي. وتحدث أحيانًا نوبات مرضية قبل أو أثناء الغيبوبة. وقد يسقط الكثير من المرضى أو يشعرون بالدوران أو يئنون من الألم أو يصابون برعشة أو يغشى عليهم.
يعتبر بعض الأطباء النفسيين هذه النوبات المرضية علاجًا وقد يُعطى المرضى أحيانًا علاجًا متعلقًا بالتخليج الكهربي أو كارديزول/ميتازول كعلاج اختلاجي أثناء الغيبوبة أو في يوم من أيام الأسبوع عندما لا يتناولون علاج الإنسولين في هذا اليوم. وعند عدم دخولهم في غيبوبة، يوضع مرضى غيبوبة الإنسولين في مجموعة وتُوفر لهم رعاية خاصة؛ ويرشد أحد الكتيبات كتبه طبيب نفسي بريطاني يدعى إريك كنينغام داكس، الممرضات العاملات في الطب النفسي، إلى ضرورة إخراج المرضى للمشي وإشغالهم بالألعاب والمنافسات وقطف الزهور وقراءة الخرائط وما إلى ذلك. يحتاج المرضى إلى مراقبة مستمرة لأنه قد تحدث توابع نقص السكر في الدم بعد الغيبوبة.
وباستخدام «علاج الإنسولين المعدّل»، المستخدم في علاج «العصاب»، يتم إعطاء المرضى جرعات قليلة (غيبوبة ضعيفة) من الإنسولين.

## الآثار
على الرغم من أن عددًا قليلاً من الأطباء النفسيين (من بينهم ساكيل) زعموا أن معدلات نجاح العلاج بصدمة الإنسولين وصلت إلى 80% في علاج الفصام، احتج البعض بأن العلاج بالكاد يسرع من تهدئة المرض لدى المرضى الذين سيهدأ عندهم المرض في كل الأحوال لاحقًا، أما إجماع الأطباء فغلبته الحيرة بين الأمرين، حيث يزعمون أن معدل النجاح يصل إلى حوالي 50% في المرضى الذين أصابهم المرض لمدة أقل من عام (إذ تضاعف معدل الهدأة العفوية) دون أن يكون هناك تأثير أو انتكاس.
اقترح ساكيل أن العلاج كان يعمل عن طريق «التسبب في شدّ توترية العصب اللاودي بنهاية النظام العصبي التلقائي وعن طريق سدّ الخلايا العصبية وعن طريق تقوية القوة الابتنائية التي تستلزم استعادة الوظيفة الطبيعية للخلايا العصبية واستعادة المريض لعافيته.» وقد تم تطوير العلاج بالصدمات بشكل عام استنادًا إلى الفكرة الخاطئة بأن الصرع والفصام نادرًا ما يصيبان المريض في نفس الوقت. وأشارت نظرية أخرى إلى أن المرضى كانوا إلى حد ما «مضطربي الحركة» بسبب اضطراب نفسي.
إن نقص سكر الدم (مستويات الجلوكوز المنخفضة باثولوجيًا)، الذي ينشأ من العلاج بالغيبوبة الإنسولينية، يجعل المرضى مضطربين ويتصبب منهم العرق وعرضة لمزيد من التشنجات و«أعراض ما بعد الصدمات». إضافة إلى ذلك، فإن المرضى الذين يتعرضون لدورة علاج طويلة يتعرضون «لسمنة كبيرة». وتتمثل أشد مخاطر العلاج بالغيبوبة الإنسولينية في الموت أو التليف الدماغي، والتي تنشأ عن صدمة مطوّلة أو لا يمكن تفاديها بشكل متعاقب. وظهرت دراسة في هذا الوقت ادعت أن العديد من حالات التليّف الدماغي كانت بالفعل نتيجة لتحسّن علاجي، حيث أظهرت «فقدان حالات التوتر والعدائية». وقد تنوعت تقديرات مخاطر معدل الوفيات من حوالي 1 في المائة إلى  4.9 في المائة.

## التدهور
تم استخدام العلاج بالغيبوبة الإنسولينية في معظم المستشفيات في الولايات المتحدة والمملكة المتحدة إبان الأربعينيات والخمسينيات من القرن الماضي، إلا أن عدد المرضى انخفض بسبب متطلبات المراقبة الطبية والتمريضية المكثفة وطول مدى تناول العلاج فيها لإكمال دورة علاجية. على سبيل المثال، في إحدى مستشفيات الأمراض النفسية، مستشفى سيفيرالز (Severalls Hospital) في إسكس، تم إعطاء علاج الغيبوبة الإنسولينية لـ 39 مريضًا عام 1956. وفي نفس العام، تلقى 18 مريضًا علاج إنسولين معدلاً، في حين تلقى 432 مريضًا علاجًا بالصدمة الكهربية.
وفي عام 1953، قام هارولد بورني، طبيب نفسي بريطاني، بنشر ورقة بعنوان أسطورة الإنسولين "The insulin myth" في مجلة لانست (Lancet)، حيث احتج بأنه لا توجد قاعدة سليمة تؤيد الاعتقاد بأن العلاج بالغيبوبة الإنسولينية أبطل عملية الفصام بطريقة معيّنة. وإذا نجح العلاج، حسبما قال هارولد بورني، فقد يكون ذلك بسبب أن المرضى تم اختيارهم بسبب توقعات سير المرض الجيدة لديهم وتم منحهم علاجًا مميزًا: «مرضى الإنسولين يميلون إلى أن يكونوا» مجموعة مميزة«يتشاركون في الامتيازات والمخاطر الشائعة».
في عام 1957، عندما بدأ العلاج بالغيبوبة الإنسولينية في التدهور بالفعل، نشرت مجلة لانست نتائج تجربة عشوائية محكمة، إذ كان المرضى إما يتلقون العلاج بالغيبوبة الإنسولينية أو علاجًا مماثلاً، إلا أنه نتج عن ذلك حالات فقدان الوعي بسبب حامض باربيتورات المسكن. ولم يكن هناك خلاف حول النتائج بين المجموعات، وخلُص الكتاب إلى أنه «أيًا كانت فوائد نظام الصدمة، فإن الإنسولين لم يكن العامل العلاجي المميز».

## كتابات حديثة
لقد حاولت مقالات حديثة حول العلاج بالغيبوبة الإنسولينية إلقاء الضوء على السبب الذي لاقى من أجله هذا العلاج هذا القبول غير الممنهج. وفي الولايات المتحدة، تكتب ديبورا دوروشو أن العلاج بالغيبوبة الإنسولينية ضمن مكانته في الطب النفسي، ليس بسبب الأدلة العلمية أو المعرفة بآلية العمل العلاجي له؛ وإنما بسبب الانطباعات التي كونها في أذهان الكثير من ممارسي الطب في نطاق العالم المحلي الذي عملوا فيه، إذ تم إعطاء هذا العلاج للمرضى ورأوا حالات شفاء دراماتيكية لبعضهم. اليوم، حسبما تقول الكاتبة، نرى من اشترك في هذا العلاج في الغالب في حالة من الخجل، إذ يتذكرون هذا العلاج على أنه غير علمي وغير إنساني. وقد منح استخدام العلاج بالغيبوبة الإنسولينية الطب النفسي فرصة بأن يبدو كمجال طبي ذي مشروعية أكبر. في هذا الإطار، قال هارولد بورني، الذي قام بفحص العلاج في هذا الوقت: «كان يعني للأطباء النفسيين أن هناك ما يقومون به. لقد أعطاهم شعورًا بأنهم أطباء بالفعل بدلاً من أن يكونوا مجرد حضور يعملون في مؤسسة».
وقد ذكر أحد الأطباء النفسيين المتقاعدين في مقابلة مع دوروشو «أن اللجوء إلى هذا العلاج سببه أن المرضى كانوا يعانون للغاية والعلاجات البديلة لم تكن موجودة». وتختلف دوروشو قائلة إن «الأطباء النفسيين استخدموا المضاعفات لممارسة تجاربهم العملية والعقلية في تجهيزات المستشفى» وأن هذه المخاطرة الجماعية كونت «علاقات وطيدة للغاية بين أعضاء المجموعة العاملة». وترى أنه من المثير للسخرية أن الأطباء النفسيين «الذين كانوا يميلون إلى تبني مخاطر علاجية كبيرة كانوا على حرص كبير في معالجة النتائج العكسية التي قد تطرأ». وذكر عدد من الأطباء النفسيين الذين أجروا تلك المقابلات مع دوروشو كيف كان يحصل المرضى بالغيبوبة الإنسولينية على روتين يومي متنوع ونشاطات استجمام ونشاطات علاجية جماعية، وذلك بدرجة كبيرة بالمقارنة بمعظم المرضى النفسيين. وقد اختار المتخصصون في الغيبوبة الإنسولينية المرضى الجدد الذين كان يتوفر لديهم توقعات سير مرض (prognosis) أفضل. وفي إحدى الحالات التي تمت مناقشتها عن طريق دوروشو، كان المريض قد بدأ بالفعل في إظهار تحسن قبل العلاج بالغيبوبة الإنسولينية، وبعد العلاج رفض القول بأنه ساعده، إلا أن الأطباء النفسيين على الرغم من ذلك شددوا على أن العلاج ساعده.
في المملكة المتحدة، يرى كينجسلي جونز أن دعم مجلس الرقابة كان مهمًا في إقناع الأطباء النفسيين باستخدام العلاج بالغيبوبة الإنسولينية. وقد حصل العلاج بعد ذلك على وضعية مميزة بسبب الإجراءات القياسية الداعمة، والتي تمت حمايتها عن طريق منافع المؤسسة المهنية. وأشار أيضًا إلى أن قانون العلاج النفسي لسنة 1930 (Mental Treatment Act 1930) شجّع الأطباء النفسيين على ممارسة التجارب على العلاجات الجسدية.
ويقول المحامي البريطاني فيل فينيل إنه «ينبغي أن يكون المرضى قد تعرضوا للتخويف» بسبب إجراءات الغيبوبة الإنسولينية وبسبب تأثيرات الجرعات الزائدة من الإنسولين، والذي نتج عنه في الغالب مريض يتميز بسهولة الانقياد والإدارة بعد دورة علاجية.
ليونار روي فرانك، هو ناجٍ من 50 ممن أجبروا على العلاج بالغيبوبة الإنسولينية المصحوبة بمعالجة بالتخليج الكهربائي، وقد وصف العملية بأنها «أكثر تجربة مدمرة ومؤلمة ومذلة في حياته» وأنها «وحشية فجة» وقد تستر عليها الأطباء النفسيون في إطار تلطيفهم لما ترتب عليه، فضلاً عن كونها انتهاكًا لحقوق الإنسان الأساسية.

## الثقافة الشعبية
في قضية دكتور كيلدير الغريبة (1940)، استخدم دكتور كيلدير العلاج بالإنسولين في علاج مريض (رجل غير عاقل) ("an insane man").
تم علاج كاثرين فولي بالإنسولين في لندن بعد أن أصبح مختلة في رواية إيريس ميردوخ (Iris Murdoch) لسنة 1958 الجرس (The Bell).
يتلقى إستر جرين وود في رواية سيلفيا بلاث في سنة 1967 الناقوس (The Bell Jar) علاجًا بالغيبوبة الإنسولينية بينما كان نزيلاً بالمستشفى.
تم تصوير علاج الممثلة فرانسيز فارمر بعلاج الغيبوبة الإنسولينية في فيلم عن السيرة الذاتية "Frances" في سنة 1982.
تم إبراز العلاج بالغيبوبة الإنسولينية وتصويره دراميًا في فيلم لسنة 2001 بعنوان عقل جميل، يحكي حياة جون فوربيس ناش الابن (John Forbes Nash, Jr).
الدكتور هاوس في الحلقات التلفزيونية في الولايات المتحدة هاوس (House)، بدأ العلاج بالغيبوبة الإنسولينية على نفسه في موسم 5 في الحلقة 23 (تحت جلدي) (Under My Skin) في محاولة لإزالة الهلوسة التي ربما سببتها إساءة استخدام فيكودين (Vicodin).
في مذكراته الخيالية ملاحظات فان (A Fan's Notes)، يصف فريدريك إيكسلي العلاج بالغيبوبة الإنسولينية الذي تلقاه مريض نفسي في نيويورك.
تم إعطاء الشاعر والملحن الغنائي الأمريكي تاونز فان زاندت علاجًا بالغيبوبة الإنسولينية، ونتيجة لذلك فقد معظم ذكرياته أيام الطفولة.
تشكل علاجات الغيبوبة الإنسولينية لكارل سولومون جزءًا من موضوع قصيدة آلن جينزبيرج (Allen Ginsberg) الشعرية.
الشخصيتان زيدكا وإدوارد اللتان تم تشخيص حالتيهما بأنهما يعانيان من اكتئاب وفصام على التوالي، تناولا علاجات منتظمة بالغيبوبة الإنسولينية في فيرونيكا تقرر أن تموت للكاتب البرازيلي باولو كويلو.

## وصلات خارجية
- The History of Shock Therapy in Psychiatry
- Drug Treatment in Modern Psychiatry
- 1944 textbook extract on 'The Insulin Treatment of Schizophrenia'
- Insulin Coma Therapy by the head of the insulin coma unit at the Hillside Hospital in New York from 1952 to 1958
- Shock Treatment - The Killing of Susan Kelly A poem by insulin/electro shock survivor Dorothy Dundas